# Euphorbia navae
Euphorbia navae är en törelväxtart som beskrevs av Eric R.Svensson Sventenius. Euphorbia navae ingår i släktet törlar, och familjen törelväxter. Inga underarter finns listade i Catalogue of Life.